# Letea Veche
Letea Veche is een Roemeense gemeente in het district Bacău.
Letea Veche telt 5657 inwoners.